# طارق زعرب
طارق حسني سالم زعرب (أبو المجد؛ 16 أبريل 1962 – ) مهندس مدني فلسطيني، يشغل منذ مارس 2024 منصب وزير وزارة النقل والمواصلات ضمن حكومة محمد مصطفى.

## حياته
وُلد طارق حسني سالم زعرب عام 1962 في مدينة الكويت
عام 1985 حصل على بكالوريوس الهندسة المدنية من جامعة الكويت، وعام 2008 حصل على الماجستير في إدارة الأعمال من جامعة شمال فرجينيا.[بحاجة لمصدر] وعام 2014 حصل على درجة الماجستير في المحاسبة وأنظمة المعلومات من جامعة فلسطين في غزة.[بحاجة لمصدر]
يُعد والده حسني زعرب أحد أعضاء حركة فتح، وعضو المجلس الوطني الفلسطيني. كما شغل منصب محافظ محافظة خان يونس بين عامي 2001 و2005. عمل مديرًا عامًا لمنطقة غزة الصناعية، و مديرًا عامًا لشركة باديكو في قطاع غزة. وفي 4 أغسطس 2018 عُين عضوًا في مجلس أمناء جامعة الأزهر في غزة. لاحقًا انتخب أمينا للمال ورئيسًا لللجنة المالية داخل المجلس. ترشح ضمن قائمة حركة فتح لخوض الانتخابات التشريعية الفلسطينية عام 2021 والتي أُلغيت لاحقًا.
في 28 مارس 2024، اعتمد الرئيس محمود عباس التشكيلة الوزارية للحكومة الفلسطينية التاسعة عشرة التي يرأسها محمد مصطفى ومنحها الثقة. وفي 31 مارس 2024، أدى زعرب اليمين القانونية وزيرًا لوزارة النقل والمواصلات في مقر الرئاسة الفلسطينية بمدينة البيرة.